# Eva Palmer-Sikelianos
Eva Palmer-Sikelianos (1874-1952) est une chercheuse américaine connue pour son étude et sa promotion de la culture grecque classique, du tissage, du théâtre, de la danse  et de la musique. La vie et les activités artistiques d'Eva Palmer croisent celles de nombreux artistes de renom tout au long de sa vie. Elle s'inspire ou a inspiré des danseurs comme Isadora Duncan et Ted Shawn, la grande littéraire française Colette, la poétesse et auteure Natalie Clifford Barney et l'actrice Sarah Bernhardt. Elle épouse par la suite le poète grec Ángelos Sikelianós. Ensemble, ils organisent la renaissance du festival de Delphes (en), en Grèce.